# Rodna
Rodna (rumunsky též Munții Rodnei čili Rodenské hory) je pohoří v severním Rumunsku, součást Východních Karpat. Nejvyššími vrcholy pohoří jsou Pietrosul Rodnei (2303 m) a Ineu (2279 m). V Rodně se nachází celkem 36 horských jezer.

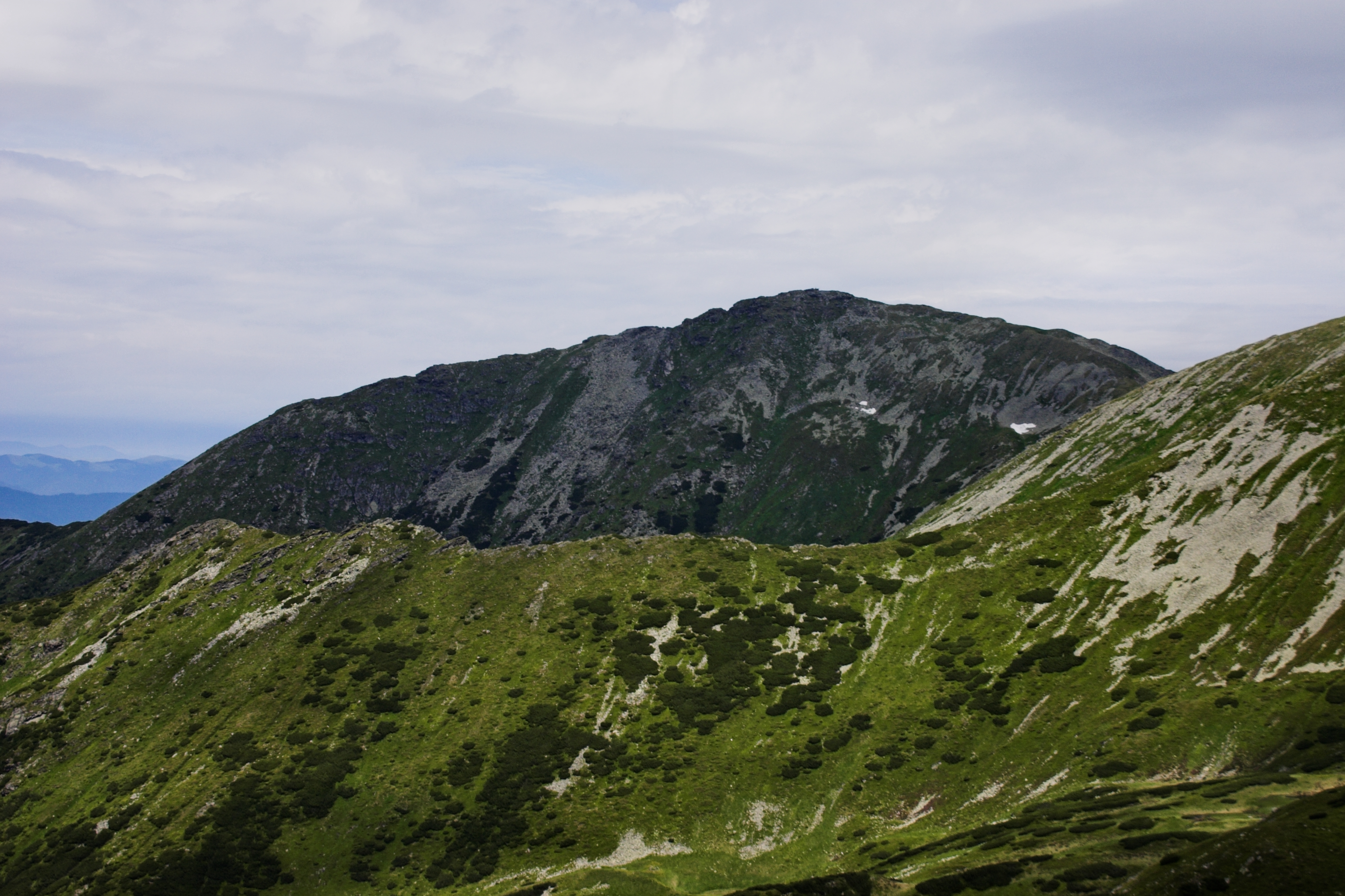
Pietrosul Rodnei
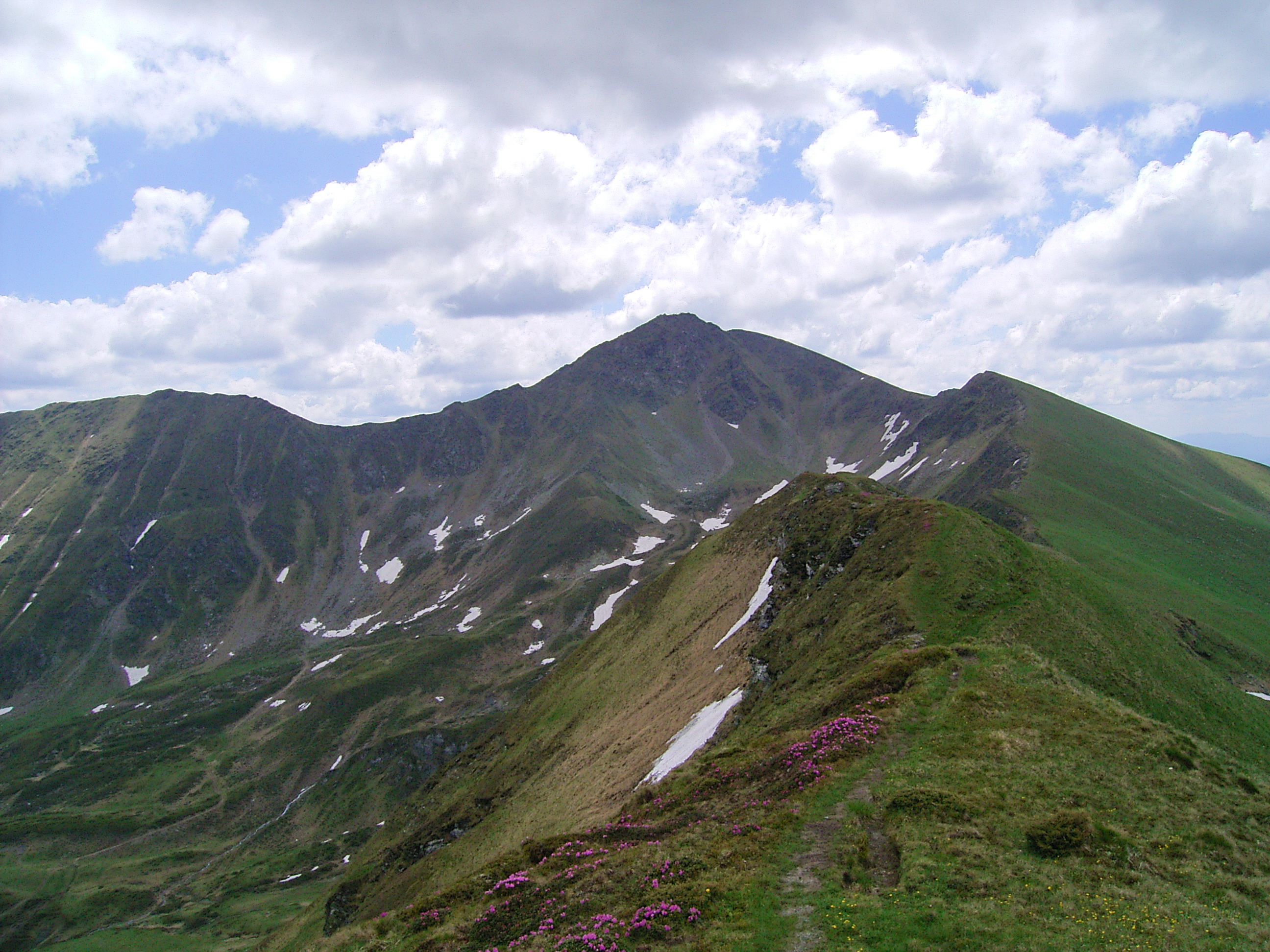
Ineu
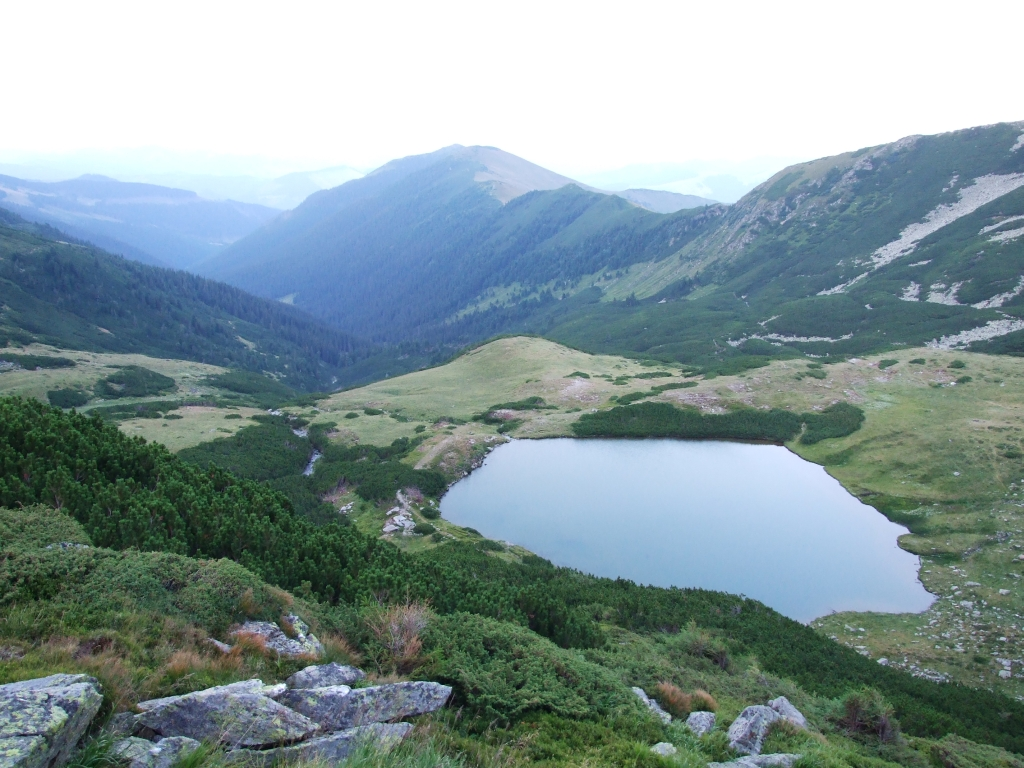
pleso Lala Mare